# هنتنغتون بارك (كولومبوس، أوهايو)
هنتنغتون بارك (بالإنجليزية: Huntington Park)‏ هو ملعب بيسبول يقع في كولومبوس، أوهايو، الولايات المتحدة. يعتبر المقام الأول بمثابة موطن فريق كولومبوس كليبرز من الدوري الدولي، وهو الدوري الثانوي التابع لفريق كليفلاند إنديانز منذ عام 2009.
في فبراير 2006، تم شراء حقوق تسمية الملعب من قبل شركة هنتنغتون بانكشاريز مقابل 12 مليون دولار على مدار 23 عامًا. في 18 أبريل 2009، تم افتتاح الحديقة للجمهور، حيث لعب فريق كولومبوس كليبرز مع فريق توليدو مود هينز في المباراة الأولى للملعب.
تم تسجيل الرقم القياسي لعدد الحضور في الملعب في 26 يوليو 2010 عندما شاهد 12517 مشجعًا فريق كليبرز يهزم فريق باوتوكيت ريد سوكس بنتيجة 11–7.